# Stéphane Oiry
Pour les articles homonymes, voir Oiry (homonymie).
Stéphane Oiry est un illustrateur de presse et auteur de bande dessinée français né en 1970 à Nantes.

## Biographie
Stéphane Oiry suit des études d'architecture qu'il abandonne en 1994. Il est en effet plus intéressé par le dessin de presse et la bande dessinée que par une carrière d'architecte. Très vite il multiplie les collaborations pour Le Monde, La Croix, L'Obs, L'Express, Le Particulier, Le Parisien Mag, XXI, ou avec des éditeurs tels que Nathan, Bayard, Hatier, Flammarion, Dargaud, Dupuis, Glénat, Les Humanoïdes Associés, Delcourt, Futuropolis, Sarbacane, Sciences et Vie Découvertes...
En 1998, il crée avec Trap la série La famille Achedeuzot pour le mensuel Science et Vie Découvertes. Il travaille aussi dans l'animation réalisant notamment des décors pour la série La Mouche d'après Lewis Trondheim en parallèle de son travail d'illustrateur de presse magazine.
En 2002, il fonde L'Atelier du coin avec Gwen de Bonneval, Matthieu Bonhomme, Dorothée de Monfreid, Hubert Boulard, Nicolas Hubesch et Charlie Jouvet. À partir de 2004, il devient rédacteur en chef adjoint du mensuel Capsule cosmique.
Après un album avec Appollo au scénario, Pauline (et les Loups-garous) en 2008, Stéphane Oiry publie une version nouvelle des Pieds nickelés, créés en 1908 par Louis Forton et adaptés de manière contemporaine, les personnages étant désormais confrontés à la crise du logement et au commerce bio : La Nouvelle Bande des Pieds Nickelés.
Il réalise la série Maggy Garrisson avec Lewis Trondheim. Lauréate de 4 Prix (voir section "Distinctions"), la série est en cours d'adaptation pour la télévision en Angleterre.
En 2021 il fonde l'Atelier Les Pasteurisés à Montrouge où il travaille avec Jean-François Martin et Nicolas Hubesch. Il vit entre le Mans et Montrouge et enseigne l'illustration et la bande dessinée à l'école de Condé à Paris. Il est également rédacteur en chef du trimestriel Illuzine, un magazine entièrement consacré à l'illustration contemporaine.

## Œuvres
- La Famille Achedeuzot, scénario de Trap, éd. Tana (coll. Science et Vie Découvertes)
  1. Le Club du haricot noir, 2002  (ISBN 2-84567-074-5)
  2. Nos amies les bêtes, 2002  (ISBN 2-84567-075-3)
- Les Passe-muraille, scénario de Jean-Luc Cornette, éd. Les Humanoïdes associés
  1. Le Dedans des choses, 2005  (ISBN 2-7316-1633-4)
  2. À tort et à travers[2], 2006  (ISBN 2-7316-1789-6)
- J'élève mon robot de compagnie, scénario de Trap, éd. Sarbacane, 2008  (ISBN 978-2-84865-188-0)

- Pauline (et les Loups-garous)[3], scénario d'Appollo, Futuropolis, 2008  (ISBN 978-2-7548-0138-6)

- Ronchon et Grognon, scénario de Suzanne Queroy, coll. Shampooing, éd. Delcourt, 2009  (ISBN 978-2-7560-1570-5)
- La Nouvelle Bande des Pieds Nickelés, scénario de Trap, coll. Humour de rire, éd. Delcourt
  1. Pas si mal logés !, 2009  (ISBN 978-2-7560-1809-6)
  2. Bio-profiteurs, 2010  (ISBN 978-2-7560-2080-8)
  3. Expulsés volontaires, 2012
- Une vie sans Barjot, scénario d'Appollo, Futuropolis, 2011  (ISBN 9782754803427)
- Maggy Garrisson, scénario de Lewis Trondheim, Dupuis

1. Fais un sourire, Maggy, 2014
2. L'homme qui est entré dans mon lit, 2015
3. Je ne voulais pas que ça finisse comme ça, septembre 2016

- Lino Ventura et l'œil de verre, scénario d'Arnaud Le Gouëfflec, éd. Glénat, 2019
- Donjon : Survivre aujourd'hui, scénario Lewis Trondheim et Joann Sfar, éd. Delcourt, 2022
- "Les héros du peuple sont immortels  – La cavale de Gilles Bertin",  Dargaud, 2025

### Collectifs
- La Lucha Libre 2 & 4 - Les Humanoïdes associés, 2006

- Pilote 69, année érotique - Dargaud, 2009
- Rock Strips - sous la direction de Vincent Brunner - Flammarion, 2009
- Nous sommes Motörhead - Dargaud, 2009
- The Kooples no 7, 2012
- Spirou spécial Nantes - Dupuis, 2013
- La Galerie des illustres - Dupuis, 2013

### Livres illustrés
- Grand ménage sur les mots - texte Gérard Gréverand, Nathan, 2004
- Des cadeaux tombés du ciel - texte Juliette Melon - Mes premiers j'aime lire, Bayard, 2004
- Le fantôme du Leviathan - texte Hervé Jubert - Je Bouquine, Bayard, 2011

## Distinctions
- Nommé au Prix du scénario au festival d'Angoulême 2006 pour Les Passe-murailles, tome 1
- Nommé aux Essentiels d'Angoulême 2007 pour Les Passe-murailles, tome  2
- Sélection officielle au festival d'Angoulême 2012 pour Une vie sans Barjot
- Prix Trophée 813 en 2015 pour Maggy Garrisson
- Prix Polar'encontre 2017 pour Maggy Garrisson
- Prix Rudolph Dirks Award en 2017 et 2018 pour Maggy Garrisson.
- Nommé Chevalier de l'ordre des Arts et des Lettres en 2023 pour récompenser l'ensemble de sa carrière[4].